# Maria Grzegorzewska

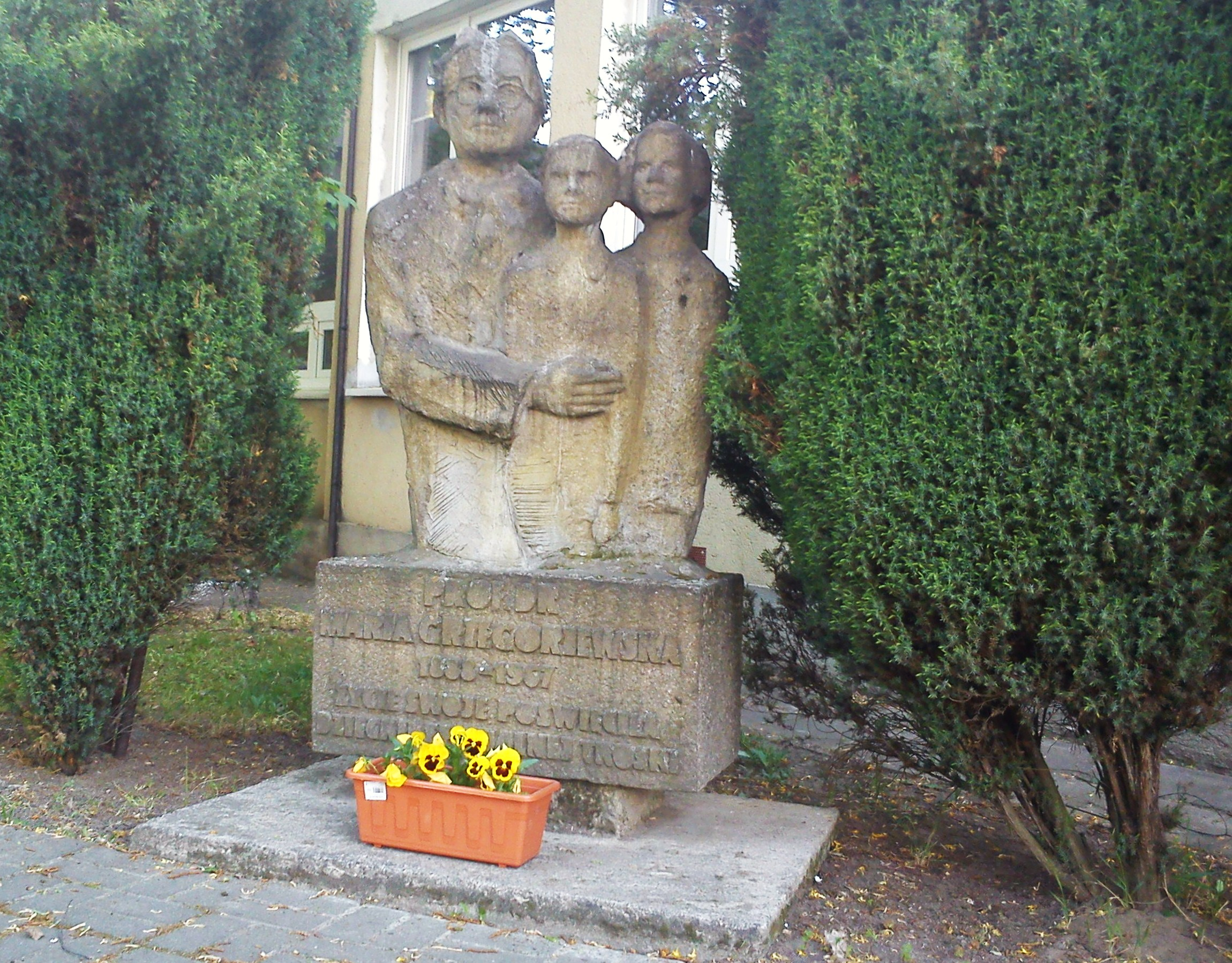
Emlékműve Poznańban

Maria Grzegorzewska (Wołucza, 1888. április 18. – Varsó, 1967.) a lengyel gyógypedagógia nemzetközi hírű, kimagasló művelője.

## Életpályája
Tanítói oklevelet szerzett (1909-ben), tanulmányait előbb Krakkóban, a tudományegyetem természettudományi karán, majd az I. világháború idején Brüsszelben és Párizsban folytatta, főként pedagógiát, pszichológiát és esztétikát hallgatott. A párizsi Sorbonne-on  doktorált esztétikai nevelés témakörben. Külföldi egyetemi évei alatt ismerte meg az akkor feltörekvő gyermektanulmányozási mozgalmat, hazatérése után (1919) ennek szentelte munkáját.
Előbb a közoktatási és népművelési ügyekkel foglalkozó minisztériumban dolgozott mint a speciális (gyógypedagógiai) iskolák referense. 1922-ben megbízást kapott a „Varsói Speciálpedagógiai Intézet” megszervezésére és vezetésére. Ezt a hamarosan nemzetközi hírű intézetet 45 éven át vezette. Az intézet feladata a speciálpedagógiai gyógypedagógus szakemberek képzése volt. Az intézetben működő „pszichopedagógiai” (gyógypedagógiai) laboratóriumban Maria Grzegorzewska irányításával széles körű diagnosztizáló, terápiás és speciálpedagógiai kutatómunka folyt.
Maria Grzegorzewska 1958-ban szervezte meg a varsói egyetemen az első speciálpedagógiai tanszéket, amely a lengyel szakemberképzésnek ma is nemzetközi hírű központja. A lengyel speciálpedagógia (egy időben francia hatásra „pszichopedagógia”) elméleti kérdéseiről fő műveiben és a Szkola Specjalna c. folyóiratban fejtette ki nézeteit. A folyóiratnak 1924-től haláláig főszerkesztője volt.
Maria Grzegorzewska munkásságát hazája nagyra értékelte, számos kitüntetést kapott, napjainkban is elismert, idézett szakember. Iskolákat, kulturális intézményeket neveztek el róla, emlékműveket állítottak tiszteletére szülőhelyén, Poznańban. Varsóban a gyógypedagógiai akadémia az ő nevét viseli: Akademia Pedagogiki Specjalnej im. Marii Grzegorzewskiej.

## Munkái (válogatás)
- Psychologia niewidomych. Warszawa, 1930
- Pedagogika specjalna. Warszava, 1959
- Pisma wybrane. Warszawa, 1964